# Cuenca (guitare)
Pour les articles homonymes, voir Cuenca.

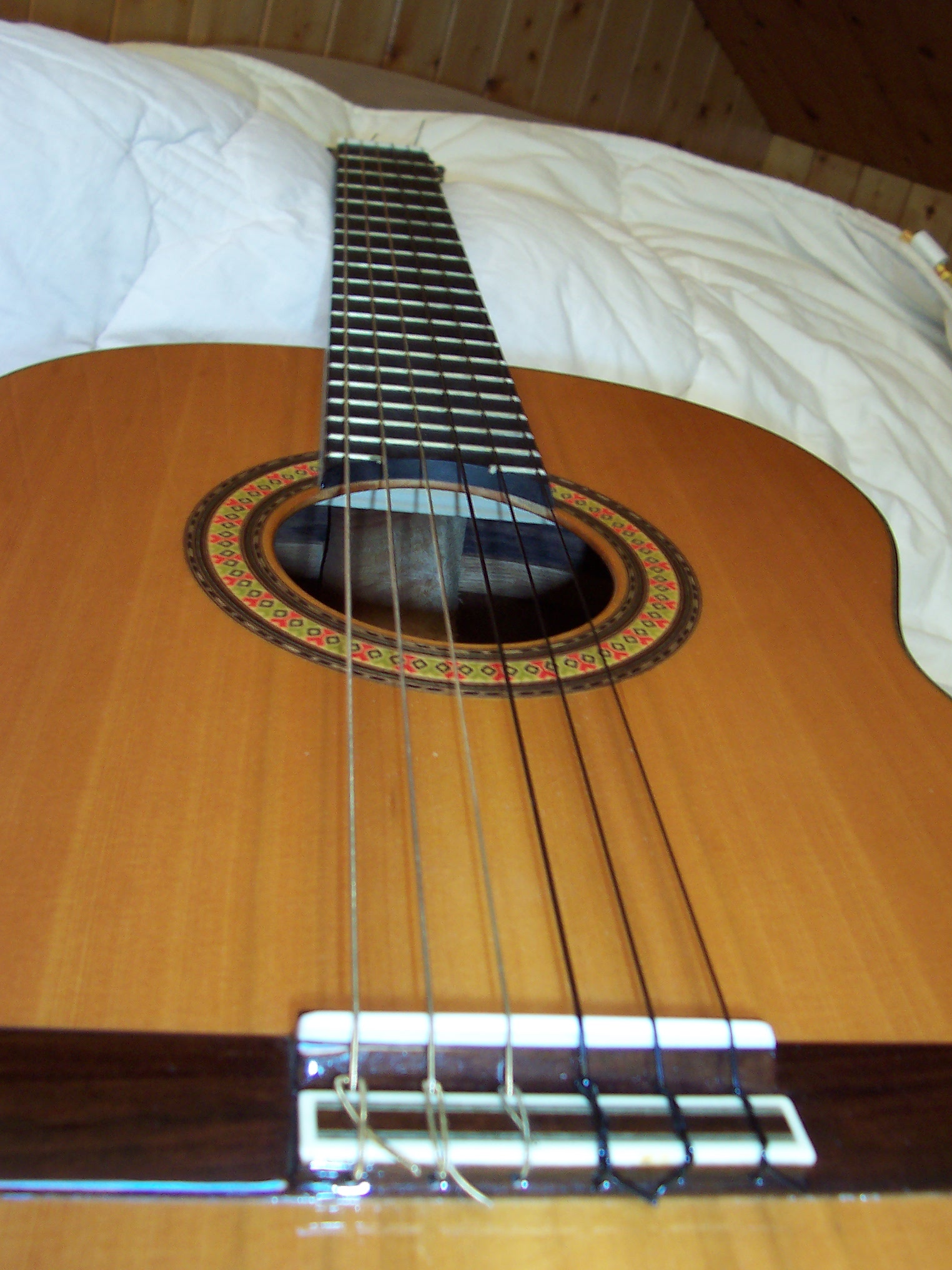
Une Cuenca

Les cuencas sont des guitares fabriquées entièrement à la main. Cette marque de guitare porte le nom de la ville Cuenca (Espagne) où les artisans créèrent leurs ateliers.